# PLOS Biology
PLOS Biology (anteriormente PLoS) é uma revista científica que publica, sob o sistema de peer review, uma vasta gama de matérias sobre biologia. Ela iniciou as suas operações em 13 de outubro de 2003. Esta revista científica foi a primeira dentre várias a ser publicada pela Public Library of Science ou PLoS, a biblioteca pública de ciências dos Estados Unidos da América. A PLoS se trata de uma organização sem fins lucrativos que edita seu conteúdo científico sob o sistema de registro de autoria internacional de Acesso livre (do inglês Open Access). Todo o material publicado por esta revista se faz de acordo com o sistema de licenciamento "por atribuição" (do inglês "by-attribution") do Creative Commons.
O financiamento desta organização somente é possível devido ao seu modelo de negócios que exige, na maior parte dos casos, que autores e autoras paguem pelos custos básicos de publicação de seus artigos.
Além de artigos científicos, PLOS Biology também publica boletins eletrônicos (e-letters, no inglês) nos quais leitores e leitoras têm a oportunidade de expressar suas opiniões referentes a matérias publicadas na revista.
Baseado nos primeiros três números da revista, a Thompson ISI calculou um fator de impacto (impact factor, em inglês)  preliminar de 9,343 pontos.